# Selaginella breedlovei
Selaginella breedlovei är en mosslummerväxtart som beskrevs av Valdespino. Selaginella breedlovei ingår i släktet mosslumrar, och familjen mosslummerväxter. Inga underarter finns listade i Catalogue of Life.